# Halk TV
Halk TV (deutsch etwa Volks-TV) ist ein türkischer landesweiter Fernsehsender, der im Jahr 2005 gegründet wurde. Er gilt als der Republikanischen Volkspartei (CHP) nahestehend, obwohl die Beziehungen am 18. Februar 2011 unter dem neuen CHP-Vorsitzenden Kemal Kılıçdaroğlu beendet wurden. Der ehemalige Bürgermeister von Esenyurt, Gürbüz Çapan, gilt seit dem 3. Februar 2011 als Stütze von Halk TV.

## Geschichte
Halk TV wurde am 10. Januar 2005 durch den ehemaligen CHP-Buchführer Mahmut Yıldız gegründet und erhielt finanzielle Unterstützung von der CHP. Als Kemal Kılıçdaroğlu 2010 die Führung der CHP übernahm, stellte sie die Zuwendungen ein, was zu finanziellen Schwierigkeiten bei Halk TV führte. Kılıçdaroğlu bat die CHP-Abgeordneten und -mitglieder auch, nicht als Gäste der Station aufzutreten.
Im Mai 2013 wurde Halk TV vom RTÜK wegen der Ausstrahlung eines „most watched“-Videos in YouTube gerügt. Als Grund wurde Beleidigung des Ministerpräsidenten Recep Tayyip Erdoğan angegeben.
Während der Proteste um den Gezi-Park war Halk TV einer der wenigen türkischen Fernsehkanäle, die live über die Ereignisse berichten. Aufgrund dessen verhängte die Regulierungsbehörde  RTÜK eine Geldstrafe gegen Halk TV wegen des „Schadens an der physischen, moralischen und mentalen Entwicklung von Kindern und Jugendlichen“. Eine weitere Geldstrafe sowie ein mehrtägiges Ausstrahlungsverbot für bestimmte Sendungen verhängte die Behörde gegen den Sender wegen seiner Berichterstattung über das Erdbeben am 6. Februar 2023.
Am 22. Juli 2023 kündigte die Führung der CHP den Vertrag mit Halk TV einseitig auf.

## Marktanteile
| Jahr | Monat  | Alle Zuschauer | Quelle                                               |
| ---- | ------ | -------------- | ---------------------------------------------------- |
| 2015 | Januar | 0,848 %        | https://www.canlitv.com/rating/?tur=tv&tarih=2015-01 |
| 2016 | Januar | 1,745 %        | https://www.canlitv.com/rating/?tur=tv&tarih=2016-01 |
| 2017 | Januar | 2,866 %        | https://www.canlitv.com/rating/?tur=tv&tarih=2017-01 |
| 2018 | Januar | 1,696 %        | https://www.canlitv.com/rating/?tur=tv&tarih=2018-01 |
| 2019 | Januar | 0,210 %        | https://www.canlitv.com/rating/?tur=tv&tarih=2019-01 |
| 2020 | Januar | 0,871 %        | https://www.canlitv.com/rating/?tur=tv&tarih=2020-01 |
| 2021 | Januar | 1,381 %        | https://www.canlitv.com/rating/?tur=tv&tarih=2021-01 |
| 2022 | Januar | 1,919 %        | https://www.canlitv.com/rating/?tur=tv&tarih=2022-01 |
| 2023 | Januar | 2,794 %        | https://www.canlitv.com/rating/?tur=tv&tarih=2023-01 |
| 2024 | Januar | 2,692 %        | https://www.canlitv.com/rating/?tur=tv&tarih=2024-01 |